# Sonia Calizaya
Sonia Calizaya Huanca (* 20. Februar 1976 in La Paz) ist eine Marathonläuferin aus dem südamerikanischen Anden-Staat Bolivien.
Bei den Olympischen Spielen 2008 in Peking war Sonia Calizaya eine von sieben bolivianischen Olympiateilnehmern. Sie bestritt als eine von 84 Läuferinnen den Marathonendlauf und belegte mit einer Zeit von 2:45:53 h den 59. Platz, etwa neunzehn Minuten hinter der Siegerzeit von 2:26:44 h.

## Persönliche Bestzeiten
- Halbmarathon: 1:19:04 h, 12. September 2004, Medellín, Kolumbien[3]
- Marathon: 2:45:05 h, 4. November 2007, Buenos Aires, Argentinien[4]